# Perotrochus atlanticus
Perotrochus atlanticus är en snäckart som beskrevs av Rios och Matthews 1968. Perotrochus atlanticus ingår i släktet Perotrochus och familjen Pleurotomariidae. Inga underarter finns listade i Catalogue of Life.